# Jour complémentaire
Les jours complémentaires, parfois appelés sans-culottides, sont des jours ajoutés au calendrier républicain, qui ne compte que 360 jours réguliers, afin d'atteindre le nombre de 365 ¼ jours, qui correspond à la durée de l'année solaire. Ils sont au nombre de cinq, six les années bissextiles.

## Principe
Le calendrier républicain se divise en décades de dix jours — qui remplacent les semaines — au nombre de 3 par mois. Ces 12 mois de 30 jours donnent un total de 360 jours seulement, alors que l'année solaire (période de révolution de la Terre autour du Soleil, proche de l'année tropique) en fait 365. Pour remédier au problème, il est décidé d'ajouter 5 jours supplémentaires à l'année, 6 les années bissextiles.
Ces jours complémentaires sont placés après le dernier mois de l'année, fructidor, afin de faire correspondre le jour de l'an avec le passage de l'équinoxe d'automne au méridien de Paris. Ces 5 ou 6 jours sont chômés.

## Nom des jours complémentaires
Initialement nommés sans-culottides (par référence aux sans-culottes) par le décret du 4 frimaire an II, les jours ajoutés sont rapidement rebaptisés jours complémentaires par un nouveau décret du 7 fructidor an III. Mais avant même leur changement de nom, on rencontre des textes, signés ces jours-là, notamment des actes d'état civil de la fin de l'an II et de l'an III, portant la mention « tel jour complémentaire de l'an deuxième (troisième) de la République française ».
Les six jours complémentaires sont :
- 1er jour complémentaire (primidi), dit jour de la vertu, vers le 17 septembre du calendrier grégorien, parfois 18 (datations infra) ;
- 2e jour complémentaire (duodi), dit jour du génie ;
- 3e jour complémentaire (tridi), dit jour du travail ;
- 4e jour complémentaire (quartidi), dit jour de l'opinion ;
- 5e jour complémentaire (quintidi), dit jour des récompenses ;
- 6e jour complémentaire (sextidi), dit jour de la Révolution (seulement les années bissextiles : ans III, VII et XI)[1].

## Les jours complémentaires des années bissextiles

### An III
|                       |
| Jour de la vertu      |
| Jour du génie         |
| Jour du travail       |
| Jour de l'opinion     |
| Jour des récompenses  |
| Jour de la révolution |

| Décade 37 |                            |
| 1         | Jeudi 17 septembre 1795    |
| 2         | Vendredi 18 septembre 1795 |
| 3         | Samedi 19 septembre 1795   |
| 4         | Dimanche 20 septembre 1795 |
| 5         | Lundi 21 septembre 1795    |
| 6         | Mardi 22 septembre 1795    |

|                       |
| Jour de la vertu      |
| Jour du génie         |
| Jour du travail       |
| Jour de l'opinion     |
| Jour des récompenses  |
| Jour de la révolution |

| Décade 37 |                            |
| 1         | Jeudi 17 septembre 1795    |
| 2         | Vendredi 18 septembre 1795 |
| 3         | Samedi 19 septembre 1795   |
| 4         | Dimanche 20 septembre 1795 |
| 5         | Lundi 21 septembre 1795    |
| 6         | Mardi 22 septembre 1795    |

| 10 h     |
| 0:02:70  |
|          |
| 00:03:54 |
| 24 h     |

| Calendrier républicain | - I - II - III - IV - V - VI - VII - VIII - IX - X - XI - XII - XIII - XIV - 232 - 233 - 234 - | (Romme) |

### An VII
|                       |
| Jour de la vertu      |
| Jour du génie         |
| Jour du travail       |
| Jour de l'opinion     |
| Jour des récompenses  |
| Jour de la révolution |

| Décade 37 |                            |
| 1         | Mardi 17 septembre 1799    |
| 2         | Mercredi 18 septembre 1799 |
| 3         | Jeudi 19 septembre 1799    |
| 4         | Vendredi 20 septembre 1799 |
| 5         | Samedi 21 septembre 1799   |
| 6         | Dimanche 22 septembre 1799 |

|                       |
| Jour de la vertu      |
| Jour du génie         |
| Jour du travail       |
| Jour de l'opinion     |
| Jour des récompenses  |
| Jour de la révolution |

| Décade 37 |                            |
| 1         | Mardi 17 septembre 1799    |
| 2         | Mercredi 18 septembre 1799 |
| 3         | Jeudi 19 septembre 1799    |
| 4         | Vendredi 20 septembre 1799 |
| 5         | Samedi 21 septembre 1799   |
| 6         | Dimanche 22 septembre 1799 |

| 10 h     |
| 0:02:70  |
|          |
| 00:03:54 |
| 24 h     |

| Calendrier républicain | - I - II - III - IV - V - VI - VII - VIII - IX - X - XI - XII - XIII - XIV - 232 - 233 - 234 - | (Romme) |

### An XI
|                       |
| Jour de la vertu      |
| Jour du génie         |
| Jour du travail       |
| Jour de l'opinion     |
| Jour des récompenses  |
| Jour de la révolution |

| Décade 37 |                            |
| 1         | Dimanche 18 septembre 1803 |
| 2         | Lundi 19 septembre 1803    |
| 3         | Mardi 20 septembre 1803    |
| 4         | Mercredi 21 septembre 1803 |
| 5         | Jeudi 22 septembre 1803    |
| 6         | Vendredi 23 septembre 1803 |

|                       |
| Jour de la vertu      |
| Jour du génie         |
| Jour du travail       |
| Jour de l'opinion     |
| Jour des récompenses  |
| Jour de la révolution |

| Décade 37 |                            |
| 1         | Dimanche 18 septembre 1803 |
| 2         | Lundi 19 septembre 1803    |
| 3         | Mardi 20 septembre 1803    |
| 4         | Mercredi 21 septembre 1803 |
| 5         | Jeudi 22 septembre 1803    |
| 6         | Vendredi 23 septembre 1803 |

| 10 h     |
| 0:02:70  |
|          |
| 00:03:54 |
| 24 h     |

| Calendrier républicain | - I - II - III - IV - V - VI - VII - VIII - IX - X - XI - XII - XIII - XIV - 232 - 233 - 234 - | (Romme) |

|                      |
| Jour de la vertu     |
| Jour du génie        |
| Jour du travail      |
| Jour de l'opinion    |
| Jour des récompenses |

| Décade 37 |                            |
| 1         | Mardi 17 septembre 1793    |
| 2         | Mercredi 18 septembre 1793 |
| 3         | Jeudi 19 septembre 1793    |
| 4         | Vendredi 20 septembre 1793 |
| 5         | Samedi 21 septembre 1793   |

|                      |
| Jour de la vertu     |
| Jour du génie        |
| Jour du travail      |
| Jour de l'opinion    |
| Jour des récompenses |

| Décade 37 |                            |
| 1         | Mardi 17 septembre 1793    |
| 2         | Mercredi 18 septembre 1793 |
| 3         | Jeudi 19 septembre 1793    |
| 4         | Vendredi 20 septembre 1793 |
| 5         | Samedi 21 septembre 1793   |

| 10 h     |
| 0:02:70  |
|          |
| 00:03:54 |
| 24 h     |

| Calendrier républicain | - I - II - III - IV - V - VI - VII - VIII - IX - X - XI - XII - XIII - XIV - 232 - 233 - 234 - | (Romme) |

|                      |
| Jour de la vertu     |
| Jour du génie        |
| Jour du travail      |
| Jour de l'opinion    |
| Jour des récompenses |

| Décade 37 |                            |
| 1         | Mardi 17 septembre 1793    |
| 2         | Mercredi 18 septembre 1793 |
| 3         | Jeudi 19 septembre 1793    |
| 4         | Vendredi 20 septembre 1793 |
| 5         | Samedi 21 septembre 1793   |

|                      |
| Jour de la vertu     |
| Jour du génie        |
| Jour du travail      |
| Jour de l'opinion    |
| Jour des récompenses |

| Décade 37 |                            |
| 1         | Mardi 17 septembre 1793    |
| 2         | Mercredi 18 septembre 1793 |
| 3         | Jeudi 19 septembre 1793    |
| 4         | Vendredi 20 septembre 1793 |
| 5         | Samedi 21 septembre 1793   |

| 10 h     |
| 0:02:70  |
|          |
| 00:03:54 |
| 24 h     |

| Calendrier républicain | - I - II - III - IV - V - VI - VII - VIII - IX - X - XI - XII - XIII - XIV - 232 - 233 - 234 - | (Romme) |

|                      |
| Jour de la vertu     |
| Jour du génie        |
| Jour du travail      |
| Jour de l'opinion    |
| Jour des récompenses |

| Décade 37 |                            |
| 1         | Mercredi 17 septembre 1794 |
| 2         | Jeudi 18 septembre 1794    |
| 3         | Vendredi 19 septembre 1794 |
| 4         | Samedi 20 septembre 1794   |
| 5         | Dimanche 21 septembre 1794 |

|                      |
| Jour de la vertu     |
| Jour du génie        |
| Jour du travail      |
| Jour de l'opinion    |
| Jour des récompenses |

| Décade 37 |                            |
| 1         | Mercredi 17 septembre 1794 |
| 2         | Jeudi 18 septembre 1794    |
| 3         | Vendredi 19 septembre 1794 |
| 4         | Samedi 20 septembre 1794   |
| 5         | Dimanche 21 septembre 1794 |

| 10 h     |
| 0:02:70  |
|          |
| 00:03:54 |
| 24 h     |

| Calendrier républicain | - I - II - III - IV - V - VI - VII - VIII - IX - X - XI - XII - XIII - XIV - 232 - 233 - 234 - | (Romme) |

|                      |
| Jour de la vertu     |
| Jour du génie        |
| Jour du travail      |
| Jour de l'opinion    |
| Jour des récompenses |

| Décade 37 |                            |
| 1         | Mercredi 17 septembre 1794 |
| 2         | Jeudi 18 septembre 1794    |
| 3         | Vendredi 19 septembre 1794 |
| 4         | Samedi 20 septembre 1794   |
| 5         | Dimanche 21 septembre 1794 |

|                      |
| Jour de la vertu     |
| Jour du génie        |
| Jour du travail      |
| Jour de l'opinion    |
| Jour des récompenses |

| Décade 37 |                            |
| 1         | Mercredi 17 septembre 1794 |
| 2         | Jeudi 18 septembre 1794    |
| 3         | Vendredi 19 septembre 1794 |
| 4         | Samedi 20 septembre 1794   |
| 5         | Dimanche 21 septembre 1794 |

| 10 h     |
| 0:02:70  |
|          |
| 00:03:54 |
| 24 h     |

| Calendrier républicain | - I - II - III - IV - V - VI - VII - VIII - IX - X - XI - XII - XIII - XIV - 232 - 233 - 234 - | (Romme) |

|                       |
| Jour de la vertu      |
| Jour du génie         |
| Jour du travail       |
| Jour de l'opinion     |
| Jour des récompenses  |
| Jour de la révolution |

| Décade 37 |                            |
| 1         | Jeudi 17 septembre 1795    |
| 2         | Vendredi 18 septembre 1795 |
| 3         | Samedi 19 septembre 1795   |
| 4         | Dimanche 20 septembre 1795 |
| 5         | Lundi 21 septembre 1795    |
| 6         | Mardi 22 septembre 1795    |

|                       |
| Jour de la vertu      |
| Jour du génie         |
| Jour du travail       |
| Jour de l'opinion     |
| Jour des récompenses  |
| Jour de la révolution |

| Décade 37 |                            |
| 1         | Jeudi 17 septembre 1795    |
| 2         | Vendredi 18 septembre 1795 |
| 3         | Samedi 19 septembre 1795   |
| 4         | Dimanche 20 septembre 1795 |
| 5         | Lundi 21 septembre 1795    |
| 6         | Mardi 22 septembre 1795    |

| 10 h     |
| 0:02:70  |
|          |
| 00:03:54 |
| 24 h     |

| Calendrier républicain | - I - II - III - IV - V - VI - VII - VIII - IX - X - XI - XII - XIII - XIV - 232 - 233 - 234 - | (Romme) |

|                       |
| Jour de la vertu      |
| Jour du génie         |
| Jour du travail       |
| Jour de l'opinion     |
| Jour des récompenses  |
| Jour de la révolution |

| Décade 37 |                            |
| 1         | Jeudi 17 septembre 1795    |
| 2         | Vendredi 18 septembre 1795 |
| 3         | Samedi 19 septembre 1795   |
| 4         | Dimanche 20 septembre 1795 |
| 5         | Lundi 21 septembre 1795    |
| 6         | Mardi 22 septembre 1795    |

|                       |
| Jour de la vertu      |
| Jour du génie         |
| Jour du travail       |
| Jour de l'opinion     |
| Jour des récompenses  |
| Jour de la révolution |

| Décade 37 |                            |
| 1         | Jeudi 17 septembre 1795    |
| 2         | Vendredi 18 septembre 1795 |
| 3         | Samedi 19 septembre 1795   |
| 4         | Dimanche 20 septembre 1795 |
| 5         | Lundi 21 septembre 1795    |
| 6         | Mardi 22 septembre 1795    |

| 10 h     |
| 0:02:70  |
|          |
| 00:03:54 |
| 24 h     |

| Calendrier républicain | - I - II - III - IV - V - VI - VII - VIII - IX - X - XI - XII - XIII - XIV - 232 - 233 - 234 - | (Romme) |

|                      |
| Jour de la vertu     |
| Jour du génie        |
| Jour du travail      |
| Jour de l'opinion    |
| Jour des récompenses |

| Décade 37 |                            |
| 1         | Samedi 17 septembre 1796   |
| 2         | Dimanche 18 septembre 1796 |
| 3         | Lundi 19 septembre 1796    |
| 4         | Mardi 20 septembre 1796    |
| 5         | Mercredi 21 septembre 1796 |

|                      |
| Jour de la vertu     |
| Jour du génie        |
| Jour du travail      |
| Jour de l'opinion    |
| Jour des récompenses |

| Décade 37 |                            |
| 1         | Samedi 17 septembre 1796   |
| 2         | Dimanche 18 septembre 1796 |
| 3         | Lundi 19 septembre 1796    |
| 4         | Mardi 20 septembre 1796    |
| 5         | Mercredi 21 septembre 1796 |

| 10 h     |
| 0:02:70  |
|          |
| 00:03:54 |
| 24 h     |

| Calendrier républicain | - I - II - III - IV - V - VI - VII - VIII - IX - X - XI - XII - XIII - XIV - 232 - 233 - 234 - | (Romme) |

|                      |
| Jour de la vertu     |
| Jour du génie        |
| Jour du travail      |
| Jour de l'opinion    |
| Jour des récompenses |

| Décade 37 |                            |
| 1         | Samedi 17 septembre 1796   |
| 2         | Dimanche 18 septembre 1796 |
| 3         | Lundi 19 septembre 1796    |
| 4         | Mardi 20 septembre 1796    |
| 5         | Mercredi 21 septembre 1796 |

|                      |
| Jour de la vertu     |
| Jour du génie        |
| Jour du travail      |
| Jour de l'opinion    |
| Jour des récompenses |

| Décade 37 |                            |
| 1         | Samedi 17 septembre 1796   |
| 2         | Dimanche 18 septembre 1796 |
| 3         | Lundi 19 septembre 1796    |
| 4         | Mardi 20 septembre 1796    |
| 5         | Mercredi 21 septembre 1796 |

| 10 h     |
| 0:02:70  |
|          |
| 00:03:54 |
| 24 h     |

| Calendrier républicain | - I - II - III - IV - V - VI - VII - VIII - IX - X - XI - XII - XIII - XIV - 232 - 233 - 234 - | (Romme) |

|                      |
| Jour de la vertu     |
| Jour du génie        |
| Jour du travail      |
| Jour de l'opinion    |
| Jour des récompenses |

| Décade 37 |                            |
| 1         | Dimanche 17 septembre 1797 |
| 2         | Lundi 18 septembre 1797    |
| 3         | Mardi 19 septembre 1797    |
| 4         | Mercredi 20 septembre 1797 |
| 5         | Jeudi 21 septembre 1797    |

|                      |
| Jour de la vertu     |
| Jour du génie        |
| Jour du travail      |
| Jour de l'opinion    |
| Jour des récompenses |

| Décade 37 |                            |
| 1         | Dimanche 17 septembre 1797 |
| 2         | Lundi 18 septembre 1797    |
| 3         | Mardi 19 septembre 1797    |
| 4         | Mercredi 20 septembre 1797 |
| 5         | Jeudi 21 septembre 1797    |

| 10 h     |
| 0:02:70  |
|          |
| 00:03:54 |
| 24 h     |

| Calendrier républicain | - I - II - III - IV - V - VI - VII - VIII - IX - X - XI - XII - XIII - XIV - 232 - 233 - 234 - | (Romme) |

|                      |
| Jour de la vertu     |
| Jour du génie        |
| Jour du travail      |
| Jour de l'opinion    |
| Jour des récompenses |

| Décade 37 |                            |
| 1         | Dimanche 17 septembre 1797 |
| 2         | Lundi 18 septembre 1797    |
| 3         | Mardi 19 septembre 1797    |
| 4         | Mercredi 20 septembre 1797 |
| 5         | Jeudi 21 septembre 1797    |

|                      |
| Jour de la vertu     |
| Jour du génie        |
| Jour du travail      |
| Jour de l'opinion    |
| Jour des récompenses |

| Décade 37 |                            |
| 1         | Dimanche 17 septembre 1797 |
| 2         | Lundi 18 septembre 1797    |
| 3         | Mardi 19 septembre 1797    |
| 4         | Mercredi 20 septembre 1797 |
| 5         | Jeudi 21 septembre 1797    |

| 10 h     |
| 0:02:70  |
|          |
| 00:03:54 |
| 24 h     |

| Calendrier républicain | - I - II - III - IV - V - VI - VII - VIII - IX - X - XI - XII - XIII - XIV - 232 - 233 - 234 - | (Romme) |

|                      |
| Jour de la vertu     |
| Jour du génie        |
| Jour du travail      |
| Jour de l'opinion    |
| Jour des récompenses |

| Décade 37 |                            |
| 1         | Lundi 17 septembre 1798    |
| 2         | Mardi 18 septembre 1798    |
| 3         | Mercredi 19 septembre 1798 |
| 4         | Jeudi 20 septembre 1798    |
| 5         | Vendredi 21 septembre 1798 |

|                      |
| Jour de la vertu     |
| Jour du génie        |
| Jour du travail      |
| Jour de l'opinion    |
| Jour des récompenses |

| Décade 37 |                            |
| 1         | Lundi 17 septembre 1798    |
| 2         | Mardi 18 septembre 1798    |
| 3         | Mercredi 19 septembre 1798 |
| 4         | Jeudi 20 septembre 1798    |
| 5         | Vendredi 21 septembre 1798 |

| 10 h     |
| 0:02:70  |
|          |
| 00:03:54 |
| 24 h     |

| Calendrier républicain | - I - II - III - IV - V - VI - VII - VIII - IX - X - XI - XII - XIII - XIV - 232 - 233 - 234 - | (Romme) |

|                      |
| Jour de la vertu     |
| Jour du génie        |
| Jour du travail      |
| Jour de l'opinion    |
| Jour des récompenses |

| Décade 37 |                            |
| 1         | Lundi 17 septembre 1798    |
| 2         | Mardi 18 septembre 1798    |
| 3         | Mercredi 19 septembre 1798 |
| 4         | Jeudi 20 septembre 1798    |
| 5         | Vendredi 21 septembre 1798 |

|                      |
| Jour de la vertu     |
| Jour du génie        |
| Jour du travail      |
| Jour de l'opinion    |
| Jour des récompenses |

| Décade 37 |                            |
| 1         | Lundi 17 septembre 1798    |
| 2         | Mardi 18 septembre 1798    |
| 3         | Mercredi 19 septembre 1798 |
| 4         | Jeudi 20 septembre 1798    |
| 5         | Vendredi 21 septembre 1798 |

| 10 h     |
| 0:02:70  |
|          |
| 00:03:54 |
| 24 h     |

| Calendrier républicain | - I - II - III - IV - V - VI - VII - VIII - IX - X - XI - XII - XIII - XIV - 232 - 233 - 234 - | (Romme) |

|                       |
| Jour de la vertu      |
| Jour du génie         |
| Jour du travail       |
| Jour de l'opinion     |
| Jour des récompenses  |
| Jour de la révolution |

| Décade 37 |                            |
| 1         | Mardi 17 septembre 1799    |
| 2         | Mercredi 18 septembre 1799 |
| 3         | Jeudi 19 septembre 1799    |
| 4         | Vendredi 20 septembre 1799 |
| 5         | Samedi 21 septembre 1799   |
| 6         | Dimanche 22 septembre 1799 |

|                       |
| Jour de la vertu      |
| Jour du génie         |
| Jour du travail       |
| Jour de l'opinion     |
| Jour des récompenses  |
| Jour de la révolution |

| Décade 37 |                            |
| 1         | Mardi 17 septembre 1799    |
| 2         | Mercredi 18 septembre 1799 |
| 3         | Jeudi 19 septembre 1799    |
| 4         | Vendredi 20 septembre 1799 |
| 5         | Samedi 21 septembre 1799   |
| 6         | Dimanche 22 septembre 1799 |

| 10 h     |
| 0:02:70  |
|          |
| 00:03:54 |
| 24 h     |

| Calendrier républicain | - I - II - III - IV - V - VI - VII - VIII - IX - X - XI - XII - XIII - XIV - 232 - 233 - 234 - | (Romme) |

|                       |
| Jour de la vertu      |
| Jour du génie         |
| Jour du travail       |
| Jour de l'opinion     |
| Jour des récompenses  |
| Jour de la révolution |

| Décade 37 |                            |
| 1         | Mardi 17 septembre 1799    |
| 2         | Mercredi 18 septembre 1799 |
| 3         | Jeudi 19 septembre 1799    |
| 4         | Vendredi 20 septembre 1799 |
| 5         | Samedi 21 septembre 1799   |
| 6         | Dimanche 22 septembre 1799 |

|                       |
| Jour de la vertu      |
| Jour du génie         |
| Jour du travail       |
| Jour de l'opinion     |
| Jour des récompenses  |
| Jour de la révolution |

| Décade 37 |                            |
| 1         | Mardi 17 septembre 1799    |
| 2         | Mercredi 18 septembre 1799 |
| 3         | Jeudi 19 septembre 1799    |
| 4         | Vendredi 20 septembre 1799 |
| 5         | Samedi 21 septembre 1799   |
| 6         | Dimanche 22 septembre 1799 |

| 10 h     |
| 0:02:70  |
|          |
| 00:03:54 |
| 24 h     |

| Calendrier républicain | - I - II - III - IV - V - VI - VII - VIII - IX - X - XI - XII - XIII - XIV - 232 - 233 - 234 - | (Romme) |

|                      |
| Jour de la vertu     |
| Jour du génie        |
| Jour du travail      |
| Jour de l'opinion    |
| Jour des récompenses |

| Décade 37 |                            |
| 1         | Jeudi 18 septembre 1800    |
| 2         | Vendredi 19 septembre 1800 |
| 3         | Samedi 20 septembre 1800   |
| 4         | Dimanche 21 septembre 1800 |
| 5         | Lundi 22 septembre 1800    |

|                      |
| Jour de la vertu     |
| Jour du génie        |
| Jour du travail      |
| Jour de l'opinion    |
| Jour des récompenses |

| Décade 37 |                            |
| 1         | Jeudi 18 septembre 1800    |
| 2         | Vendredi 19 septembre 1800 |
| 3         | Samedi 20 septembre 1800   |
| 4         | Dimanche 21 septembre 1800 |
| 5         | Lundi 22 septembre 1800    |

| 10 h     |
| 0:02:70  |
|          |
| 00:03:54 |
| 24 h     |

| Calendrier républicain | - I - II - III - IV - V - VI - VII - VIII - IX - X - XI - XII - XIII - XIV - 232 - 233 - 234 - | (Romme) |

|                      |
| Jour de la vertu     |
| Jour du génie        |
| Jour du travail      |
| Jour de l'opinion    |
| Jour des récompenses |

| Décade 37 |                            |
| 1         | Jeudi 18 septembre 1800    |
| 2         | Vendredi 19 septembre 1800 |
| 3         | Samedi 20 septembre 1800   |
| 4         | Dimanche 21 septembre 1800 |
| 5         | Lundi 22 septembre 1800    |

|                      |
| Jour de la vertu     |
| Jour du génie        |
| Jour du travail      |
| Jour de l'opinion    |
| Jour des récompenses |

| Décade 37 |                            |
| 1         | Jeudi 18 septembre 1800    |
| 2         | Vendredi 19 septembre 1800 |
| 3         | Samedi 20 septembre 1800   |
| 4         | Dimanche 21 septembre 1800 |
| 5         | Lundi 22 septembre 1800    |

| 10 h     |
| 0:02:70  |
|          |
| 00:03:54 |
| 24 h     |

| Calendrier républicain | - I - II - III - IV - V - VI - VII - VIII - IX - X - XI - XII - XIII - XIV - 232 - 233 - 234 - | (Romme) |

|                      |
| Jour de la vertu     |
| Jour du génie        |
| Jour du travail      |
| Jour de l'opinion    |
| Jour des récompenses |

| Décade 37 |                            |
| 1         | Vendredi 18 septembre 1801 |
| 2         | Samedi 19 septembre 1801   |
| 3         | Dimanche 20 septembre 1801 |
| 4         | Lundi 21 septembre 1801    |
| 5         | Mardi 22 septembre 1801    |

|                      |
| Jour de la vertu     |
| Jour du génie        |
| Jour du travail      |
| Jour de l'opinion    |
| Jour des récompenses |

| Décade 37 |                            |
| 1         | Vendredi 18 septembre 1801 |
| 2         | Samedi 19 septembre 1801   |
| 3         | Dimanche 20 septembre 1801 |
| 4         | Lundi 21 septembre 1801    |
| 5         | Mardi 22 septembre 1801    |

| 10 h     |
| 0:02:70  |
|          |
| 00:03:54 |
| 24 h     |

| Calendrier républicain | - I - II - III - IV - V - VI - VII - VIII - IX - X - XI - XII - XIII - XIV - 232 - 233 - 234 - | (Romme) |

|                      |
| Jour de la vertu     |
| Jour du génie        |
| Jour du travail      |
| Jour de l'opinion    |
| Jour des récompenses |

| Décade 37 |                            |
| 1         | Vendredi 18 septembre 1801 |
| 2         | Samedi 19 septembre 1801   |
| 3         | Dimanche 20 septembre 1801 |
| 4         | Lundi 21 septembre 1801    |
| 5         | Mardi 22 septembre 1801    |

|                      |
| Jour de la vertu     |
| Jour du génie        |
| Jour du travail      |
| Jour de l'opinion    |
| Jour des récompenses |

| Décade 37 |                            |
| 1         | Vendredi 18 septembre 1801 |
| 2         | Samedi 19 septembre 1801   |
| 3         | Dimanche 20 septembre 1801 |
| 4         | Lundi 21 septembre 1801    |
| 5         | Mardi 22 septembre 1801    |

| 10 h     |
| 0:02:70  |
|          |
| 00:03:54 |
| 24 h     |

| Calendrier républicain | - I - II - III - IV - V - VI - VII - VIII - IX - X - XI - XII - XIII - XIV - 232 - 233 - 234 - | (Romme) |

|                      |
| Jour de la vertu     |
| Jour du génie        |
| Jour du travail      |
| Jour de l'opinion    |
| Jour des récompenses |

| Décade 37 |                            |
| 1         | Samedi 18 septembre 1802   |
| 2         | Dimanche 19 septembre 1802 |
| 3         | Lundi 20 septembre 1802    |
| 4         | Mardi 21 septembre 1802    |
| 5         | Mercredi 22 septembre 1802 |

|                      |
| Jour de la vertu     |
| Jour du génie        |
| Jour du travail      |
| Jour de l'opinion    |
| Jour des récompenses |

| Décade 37 |                            |
| 1         | Samedi 18 septembre 1802   |
| 2         | Dimanche 19 septembre 1802 |
| 3         | Lundi 20 septembre 1802    |
| 4         | Mardi 21 septembre 1802    |
| 5         | Mercredi 22 septembre 1802 |

| 10 h     |
| 0:02:70  |
|          |
| 00:03:54 |
| 24 h     |

| Calendrier républicain | - I - II - III - IV - V - VI - VII - VIII - IX - X - XI - XII - XIII - XIV - 232 - 233 - 234 - | (Romme) |

|                      |
| Jour de la vertu     |
| Jour du génie        |
| Jour du travail      |
| Jour de l'opinion    |
| Jour des récompenses |

| Décade 37 |                            |
| 1         | Samedi 18 septembre 1802   |
| 2         | Dimanche 19 septembre 1802 |
| 3         | Lundi 20 septembre 1802    |
| 4         | Mardi 21 septembre 1802    |
| 5         | Mercredi 22 septembre 1802 |

|                      |
| Jour de la vertu     |
| Jour du génie        |
| Jour du travail      |
| Jour de l'opinion    |
| Jour des récompenses |

| Décade 37 |                            |
| 1         | Samedi 18 septembre 1802   |
| 2         | Dimanche 19 septembre 1802 |
| 3         | Lundi 20 septembre 1802    |
| 4         | Mardi 21 septembre 1802    |
| 5         | Mercredi 22 septembre 1802 |

| 10 h     |
| 0:02:70  |
|          |
| 00:03:54 |
| 24 h     |

| Calendrier républicain | - I - II - III - IV - V - VI - VII - VIII - IX - X - XI - XII - XIII - XIV - 232 - 233 - 234 - | (Romme) |

|                       |
| Jour de la vertu      |
| Jour du génie         |
| Jour du travail       |
| Jour de l'opinion     |
| Jour des récompenses  |
| Jour de la révolution |

| Décade 37 |                            |
| 1         | Dimanche 18 septembre 1803 |
| 2         | Lundi 19 septembre 1803    |
| 3         | Mardi 20 septembre 1803    |
| 4         | Mercredi 21 septembre 1803 |
| 5         | Jeudi 22 septembre 1803    |
| 6         | Vendredi 23 septembre 1803 |

|                       |
| Jour de la vertu      |
| Jour du génie         |
| Jour du travail       |
| Jour de l'opinion     |
| Jour des récompenses  |
| Jour de la révolution |

| Décade 37 |                            |
| 1         | Dimanche 18 septembre 1803 |
| 2         | Lundi 19 septembre 1803    |
| 3         | Mardi 20 septembre 1803    |
| 4         | Mercredi 21 septembre 1803 |
| 5         | Jeudi 22 septembre 1803    |
| 6         | Vendredi 23 septembre 1803 |

| 10 h     |
| 0:02:70  |
|          |
| 00:03:54 |
| 24 h     |

| Calendrier républicain | - I - II - III - IV - V - VI - VII - VIII - IX - X - XI - XII - XIII - XIV - 232 - 233 - 234 - | (Romme) |

|                       |
| Jour de la vertu      |
| Jour du génie         |
| Jour du travail       |
| Jour de l'opinion     |
| Jour des récompenses  |
| Jour de la révolution |

| Décade 37 |                            |
| 1         | Dimanche 18 septembre 1803 |
| 2         | Lundi 19 septembre 1803    |
| 3         | Mardi 20 septembre 1803    |
| 4         | Mercredi 21 septembre 1803 |
| 5         | Jeudi 22 septembre 1803    |
| 6         | Vendredi 23 septembre 1803 |

|                       |
| Jour de la vertu      |
| Jour du génie         |
| Jour du travail       |
| Jour de l'opinion     |
| Jour des récompenses  |
| Jour de la révolution |

| Décade 37 |                            |
| 1         | Dimanche 18 septembre 1803 |
| 2         | Lundi 19 septembre 1803    |
| 3         | Mardi 20 septembre 1803    |
| 4         | Mercredi 21 septembre 1803 |
| 5         | Jeudi 22 septembre 1803    |
| 6         | Vendredi 23 septembre 1803 |

| 10 h     |
| 0:02:70  |
|          |
| 00:03:54 |
| 24 h     |

| Calendrier républicain | - I - II - III - IV - V - VI - VII - VIII - IX - X - XI - XII - XIII - XIV - 232 - 233 - 234 - | (Romme) |

|                      |
| Jour de la vertu     |
| Jour du génie        |
| Jour du travail      |
| Jour de l'opinion    |
| Jour des récompenses |

| Décade 37 |                            |
| 1         | Mardi 18 septembre 1804    |
| 2         | Mercredi 19 septembre 1804 |
| 3         | Jeudi 20 septembre 1804    |
| 4         | Vendredi 21 septembre 1804 |
| 5         | Samedi 22 septembre 1804   |

|                      |
| Jour de la vertu     |
| Jour du génie        |
| Jour du travail      |
| Jour de l'opinion    |
| Jour des récompenses |

| Décade 37 |                            |
| 1         | Mardi 18 septembre 1804    |
| 2         | Mercredi 19 septembre 1804 |
| 3         | Jeudi 20 septembre 1804    |
| 4         | Vendredi 21 septembre 1804 |
| 5         | Samedi 22 septembre 1804   |

| 10 h     |
| 0:02:70  |
|          |
| 00:03:54 |
| 24 h     |

| Calendrier républicain | - I - II - III - IV - V - VI - VII - VIII - IX - X - XI - XII - XIII - XIV - 232 - 233 - 234 - | (Romme) |

|                      |
| Jour de la vertu     |
| Jour du génie        |
| Jour du travail      |
| Jour de l'opinion    |
| Jour des récompenses |

| Décade 37 |                            |
| 1         | Mardi 18 septembre 1804    |
| 2         | Mercredi 19 septembre 1804 |
| 3         | Jeudi 20 septembre 1804    |
| 4         | Vendredi 21 septembre 1804 |
| 5         | Samedi 22 septembre 1804   |

|                      |
| Jour de la vertu     |
| Jour du génie        |
| Jour du travail      |
| Jour de l'opinion    |
| Jour des récompenses |

| Décade 37 |                            |
| 1         | Mardi 18 septembre 1804    |
| 2         | Mercredi 19 septembre 1804 |
| 3         | Jeudi 20 septembre 1804    |
| 4         | Vendredi 21 septembre 1804 |
| 5         | Samedi 22 septembre 1804   |

| 10 h     |
| 0:02:70  |
|          |
| 00:03:54 |
| 24 h     |

| Calendrier républicain | - I - II - III - IV - V - VI - VII - VIII - IX - X - XI - XII - XIII - XIV - 232 - 233 - 234 - | (Romme) |

|                      |
| Jour de la vertu     |
| Jour du génie        |
| Jour du travail      |
| Jour de l'opinion    |
| Jour des récompenses |

| Décade 37 |                            |
| 1         | Mercredi 18 septembre 1805 |
| 2         | Jeudi 19 septembre 1805    |
| 3         | Vendredi 20 septembre 1805 |
| 4         | Samedi 21 septembre 1805   |
| 5         | Dimanche 22 septembre 1805 |

|                      |
| Jour de la vertu     |
| Jour du génie        |
| Jour du travail      |
| Jour de l'opinion    |
| Jour des récompenses |

| Décade 37 |                            |
| 1         | Mercredi 18 septembre 1805 |
| 2         | Jeudi 19 septembre 1805    |
| 3         | Vendredi 20 septembre 1805 |
| 4         | Samedi 21 septembre 1805   |
| 5         | Dimanche 22 septembre 1805 |

| 10 h     |
| 0:02:70  |
|          |
| 00:03:54 |
| 24 h     |

| Calendrier républicain | - I - II - III - IV - V - VI - VII - VIII - IX - X - XI - XII - XIII - XIV - 232 - 233 - 234 - | (Romme) |

|                      |
| Jour de la vertu     |
| Jour du génie        |
| Jour du travail      |
| Jour de l'opinion    |
| Jour des récompenses |

| Décade 37 |                            |
| 1         | Mercredi 18 septembre 1805 |
| 2         | Jeudi 19 septembre 1805    |
| 3         | Vendredi 20 septembre 1805 |
| 4         | Samedi 21 septembre 1805   |
| 5         | Dimanche 22 septembre 1805 |

|                      |
| Jour de la vertu     |
| Jour du génie        |
| Jour du travail      |
| Jour de l'opinion    |
| Jour des récompenses |

| Décade 37 |                            |
| 1         | Mercredi 18 septembre 1805 |
| 2         | Jeudi 19 septembre 1805    |
| 3         | Vendredi 20 septembre 1805 |
| 4         | Samedi 21 septembre 1805   |
| 5         | Dimanche 22 septembre 1805 |

| 10 h     |
| 0:02:70  |
|          |
| 00:03:54 |
| 24 h     |

| Calendrier républicain | - I - II - III - IV - V - VI - VII - VIII - IX - X - XI - XII - XIII - XIV - 232 - 233 - 234 - | (Romme) |

|                      |
| Jour de la vertu     |
| Jour du génie        |
| Jour du travail      |
| Jour de l'opinion    |
| Jour des récompenses |

| Décade 37 |                            |
| 1         | Jeudi 18 septembre 1806    |
| 2         | Vendredi 19 septembre 1806 |
| 3         | Samedi 20 septembre 1806   |
| 4         | Dimanche 21 septembre 1806 |
| 5         | Lundi 22 septembre 1806    |

|                      |
| Jour de la vertu     |
| Jour du génie        |
| Jour du travail      |
| Jour de l'opinion    |
| Jour des récompenses |

| Décade 37 |                            |
| 1         | Jeudi 18 septembre 1806    |
| 2         | Vendredi 19 septembre 1806 |
| 3         | Samedi 20 septembre 1806   |
| 4         | Dimanche 21 septembre 1806 |
| 5         | Lundi 22 septembre 1806    |

| 10 h     |
| 0:02:70  |
|          |
| 00:03:54 |
| 24 h     |

| Calendrier républicain | - I - II - III - IV - V - VI - VII - VIII - IX - X - XI - XII - XIII - XIV - 232 - 233 - 234 - | (Romme) |

|                      |
| Jour de la vertu     |
| Jour du génie        |
| Jour du travail      |
| Jour de l'opinion    |
| Jour des récompenses |

| Décade 37 |                            |
| 1         | Jeudi 18 septembre 1806    |
| 2         | Vendredi 19 septembre 1806 |
| 3         | Samedi 20 septembre 1806   |
| 4         | Dimanche 21 septembre 1806 |
| 5         | Lundi 22 septembre 1806    |

|                      |
| Jour de la vertu     |
| Jour du génie        |
| Jour du travail      |
| Jour de l'opinion    |
| Jour des récompenses |

| Décade 37 |                            |
| 1         | Jeudi 18 septembre 1806    |
| 2         | Vendredi 19 septembre 1806 |
| 3         | Samedi 20 septembre 1806   |
| 4         | Dimanche 21 septembre 1806 |
| 5         | Lundi 22 septembre 1806    |

| 10 h     |
| 0:02:70  |
|          |
| 00:03:54 |
| 24 h     |

| Calendrier républicain | - I - II - III - IV - V - VI - VII - VIII - IX - X - XI - XII - XIII - XIV - 232 - 233 - 234 - | (Romme) |

| an I | an II | an IV | an V | an VI |

| Septembre | 1793 | 1794 | 1796 | 1797 | 1798 | Septembre |

| an I | an II | an IV | an V | an VI |

| Septembre | 1793 | 1794 | 1796 | 1797 | 1798 | Septembre |

| an III | an VII |

| Septembre | 1795 | 1799 | Septembre |

| an III | an VII |

| Septembre | 1795 | 1799 | Septembre |

| an VIII | an IX | an X | an XII | an XIII |

| Septembre | 1800 | 1801 | 1802 | 1804 | 1805 | Septembre |

| an VIII | an IX | an X | an XII | an XIII |

| Septembre | 1800 | 1801 | 1802 | 1804 | 1805 | Septembre |

| an XI |

| Septembre | 1803 | Septembre |

| an XI |

| Septembre | 1803 | Septembre |